# James Gibbs
James Gibbs, född 23 december 1682 i Aberdeen, död 5 augusti 1754 i London, var en av Storbritanniens mest inflytelserika arkitekter. Han föddes i Skottland och utbildades i Rom, men arbetade huvudsakligen i England. Hans viktigaste arbeten är St Martin-in-the-Fields i London och den cylindriska Radcliffe Camera vid Oxfords universitet.
Gibbs var romersk katolik och tory och tillhörde därför inte den palladianska rörelsen som dominerade under den period han var verksam. Palladianerna var oftast whigs, under ledning av lord Burlington och Colen Campbell, en annan skotte som rivaliserade med Gibbs. Gibbs' italienska skolning under barockmästaren, Carlo Fontana, skilde honom också från den palladianska skolan. 
Hans arkitektur inkorporerade vissa palladianska drag, liksom påverkan från Inigo Jones (1573–1652), men hans främste engelske inspiratör var sir Christopher Wren (1632–1723), som också stödde honom under hans tidiga karriär. Främst var han dock en självständig arkitekt, som utvecklade en egen stil.